# 조 혜문왕
조 혜문왕(趙 惠文王, 기원전 310년 ~ 기원전 266년)은 중국 전국 시대 조나라의 제7대 군주(재위: 기원전 298년 ~ 기원전 266년)이다. 조나라에서 최초로 ‘왕(王)’의 칭호를 사용하였다. 성은 영(嬴), 씨는 조(趙), 휘는 하(何)이며, 무령왕(武靈王)의 아들(무령왕의 왕호는 추호된 것)이며, 동생은 평원군(平原君)이 있다.

## 생애

### 출생
하의 어머니는 오광(吳廣)의 장녀로 맹요(孟姚)라 불린다(요성姚姓 집안의 장녀라는 의미이다. 오광은 성이 요이고 씨가 오이며 휘가 광이다). 이 무렵 무령왕은 자신이 어느 꿈에서 보았던 미녀의 용모의 특징을 여기저기 이야기하고 다녔는데, 오광이 이 이야기를 듣고 자신의 딸과 흡사하다며 무령왕에게 딸을 바쳤고, 맹요를 본 무령왕은 그녀를 몹시 총애하게 되어 그녀로부터 공자 하를 얻었다. 맹요를 총애한 나머지 기원전 300년 맹요가 죽은 뒤 이미 태자였던 장(章)을 폐적(廢嫡)해버리고 공자 하를 태자로 삼을 정도였다.
기원전 298년, 무령왕은 중산(中山) 공략 중이던 태자 하에게 양위하고 자신은 주부(主父)를 칭하며 여전히 실권을 장악하였다(즉위한 하는 사후에야 혜문왕이라는 시호를 얻지만, 여기서는 모두 혜문왕으로 통칭한다)

### 사구의 난
기원전 296년, 조는 중산을 멸했고, 주부는 전 태자 장을 북방의 대(代) 땅에 봉하여 안양군(安陽君)으로 삼았다. 이러한 주부의 호의에 장은 자신이 복위할 수 있는 기회라고 생각하고, 혜문왕을 죽일 계책을 세웠다.
이듬해인 기원전 295년, 주부는 장의 불만을 알아차리고 장과 혜문왕을 사구(沙丘), 지금의 하베이 성(河北省)으로 불러 주연을 마련해 사이를 풀어주려 했다. 그러나 이 무렵 장은 병사를 거느리고 혜문왕을 죽이려 했고, 혜문왕은 몇 번이나 달아났는데, 이 사이에 왕의 신하들이 병사를 모아 장의 군을 쳐서 격파한다. 장은 주부의 저택으로 달아나 숨었지만, 왕의 병사들은 주부의 저택을 포위해 장을 그곳에서 굶어 죽게 만들고, 왕의 아버지인 주부에게 병사를 보낸 꼴이 되었으므로 포위를 풀게 될 경우 주부에게 추궁당할 것이라 두려워한 그들은 그대로 포위를 풀지 않았다. 결국 주부도 얼마 뒤 굶어 죽었다.
전술에 뛰어났던 주부의 시대에 비해 혜문왕의 시대에는 그 군사력이 저하된 모습을 보였고, 주부의 시대에는 유리한 위치에서 정략을 행사하던 진(秦)에 대해 불리한 정세에 놓이게 되었다.

### 완벽(完璧)
이 무렵 진에서는 혜문왕이 가지고 있는 아름다운 구슬을 "15성(城)과 바꾸고 싶다"고 제의해왔다. 그러나 진이 과연 약속을 지킬까 두려워한 혜문왕은 인상여(藺相如)를 사신으로 진에 보냈고, 약속을 지킬 생각이 없는 진으로부터 구슬을 무사히 받아오는데 성공한다.(완벽의 고사)
또한 기원전 279년에는 진으로 불려간 혜문왕이 소양왕(昭襄王)의 요구로 왕의 앞에서 슬(瑟)을 연주하였는데 이 일이 국사에 기록되기도 했다. 한 나라의 군주를 일개 악사(樂士) 취급한 것에 분노한 인상여는 소양왕에게 질(缻)을 들이밀며 이것을 두드려줄 것을 요구했다. 소양왕은 이를 거절하지만, "거절하시면 이 자리에서 당신을 죽이겠습니다."라며 강하게 나섰고 소양왕이 질을 한 번 두드리는 것으로 이것도 국사에 함께 기록되었다.
그 뒤에도 기본적으로 진을 따라 제(齊)를 공격하러 나섰지만, 제에서 온 소려(蘇厲)의 말에 따라 진과 등지게 된다. 이 때에 명장 염파(廉頗)나 조사(趙奢)의 등장으로 진에 대해 자주 승리를 거두었고 동생 평원군의 활약도 있어 조는 안정기를 맞이했지만, 혜문왕 사후 장평 전투에서 진의 장수 백기(白起)에게 대패하고 조는 순식간에 몰락하고 만다.

## 같이 보기
- 조 무령왕

| 전 임 조 무령왕(趙 武靈王) | 제7대 중국 전국시대 조나라의 군주 기원전 325년 ~ 기원전 299년 | 후 임 조 효성왕(趙 孝成王) |